# 구자엽
구자엽(具滋曄, 1951년 12월 30일 ~ )은 LS전선, 가온전선 회장을 맡고 있는 대한민국의 기업가이다.

## 경력
- 2013.01 ~ LS전선 회장, 가온전선 회장
- 2013.01 ~ 2014.03 LS전선 대표이사 회장
- 2013.01 가온전선 대표이사 회장
- 2013.01 JS전선 대표이사 회장
- 2009.01 가온전선 회장
- 2009.01 LS산전 대표이사 회장
- 2008.04 LS산전 대표이사 부회장
- 2004.04 가온전선 대표이사 부회장, 최고경영자 (CEO)
- 2000.03 LG건설 대표이사
- 1993.03 LG화재 상무
- 1976.11 LG화재

## 가족 관계
- 할아버지 구재서(具再書)
- 할어머니 진양 하씨(晉陽 河氏)
  - 백부 구인회 (1906년 ~ 1969년)
  - 아버지 구태회 (1924년 ~ 2016년)
  - 어머니 최무 (1924년 ~ 2011년)
    - 누님 구근희 (1943년 ~ )
    - 형님 구자홍 (1946년 ~ 2022년)
    - 형수 지순혜 (1946년 ~ )
      - 조카 구진희 (1977년 ~ )
      - 조카 구본웅 (1979년 ~ )

    - 누님 구혜정 (1948년 ~ )
    - 아내 김태향 (1951년 ~ 2012년)
      - 장녀 구은희 (1977년 ~ )
      - 장남 구본규 (1979년 ~ )

    - 남동생 구자명 (1952년 ~ 2014년)
    - 제수씨 조미연(1952년 ~ )
      - 조카 구본혁 (1977년 ~ )
      - 조카 구윤희 (1982년 ~ )

    - 남동생 구자철 (1954년 ~ )
      - 조카 구원희 (1982년 ~ )
      - 조카 구본권 (1984년 ~ )

  - 숙부 구평회 (1931년 ~ 2013년)
  - 숙모 문남
  - 숙부 구두회 (1936년 ~ 2011년)
  - 숙모 유한선